# Ectatomma suzanae
Ectatomma suzanae is een mierensoort uit de onderfamilie van de Ectatomminae. De wetenschappelijke naam van de soort is voor het eerst geldig gepubliceerd in 1986 door Almeida.